# Knickerbocker Trust Building
Le Knickerbocker Trust Building, anciennement appelé Columbia Trust Company Building était un gratte-ciel situé au 60 Broadway à Manhattan dans la ville de New York aux États-Unis. Il a été construit en 1909 et détruit en 1964. Il atteignait 116 mètres pour 27 étages.